# Кравчик самаранський
Кра́вчик самаранський (Orthotomus samarensis) — вид горобцеподібних птахів родини тамікових (Cisticolidae). Ендемік Філіппін.

## Поширення і екологія
Самаранські кравчики мешкають на островах Самар, Лейте і Бохоль. Вони живуть в підліску вологих рівнинних тропічних лісів, на узліссях, в заростях на берегах річок і озер.

## Збереження
МСОП класифікує стан збереження цього виду як близький до загрозливого. Самаранським кравчикам загрожує знищення природного середовища.